# Eric Powell
Eric Walter Powell (ur. 6 maja 1886 w Hornsey, zm. 17 sierpnia 1933 na Piz Roseg) – brytyjski nauczyciel, wioślarz, oficer, malarz i wspinacz, brązowy medalista olimpijski.
Kształcił się w Eton College i Kolegium Trójcy Świętej University of Cambridge. Trzykrotnie brał udział w The Boat Race: w latach 1906, 1907 i 1908 odniósł trzy zwycięstwa z rzędu.
Wystąpił na igrzyskach olimpijskich w Londynie w 1908 roku, gdzie brytyjska osada Cambridge w składzie: Frank Jerwood, Eric Powell, Oswald Carver, Edward Williams, Henry Goldsmith, Harold Kitching, John Burn, Douglas Stuart i Richard Boyle zdobyła brązowy medal. Był to jego jedyny start olimpijski.
Brał udział w I wojnie światowej, służąc pierwotnie jako kapitan piechoty. W 1916 ukończył kurs pilota i przeniósł się do Royal Flying Corps (następnie Royal Air Force).
Powell był również wykładowcą w Eton oraz malarzem, tworzył głównie akwarelowe pejzaże.
Jako członek Alpine Club Eric Powell wspinał się w Alpach, Pirenejach i Górach Skandynawskich. Zdobył między innymi alpejskie szczyty: Jungfrau, Wetterhorn i Schreckhorn. Zginął 17 sierpnia 1933 roku podczas zejścia z Piz Roseg. Powell i trzech jego partnerów pochowano w pobliskiej Pontresinie.
Jego szwagier, Harold Barker, także był wioślarzem.